# آنا گوارا
آنا گوارا (اسپانیایی: Ana Guevara‎؛ زادهٔ ۴ مارس ۱۹۷۷) دونده سابق و سیاستمدار اهل مکزیک بود.
وی در مسابقات بین‌المللی در مجموع برندهٔ ۱۳ مدال طلا، ۷ مدال نقره، ۳ مدال برنز شده‌است.